# Cratichneumon tyloidifer
Cratichneumon tyloidifer är en stekelart som beskrevs av Heinrich 1961. Cratichneumon tyloidifer ingår i släktet Cratichneumon och familjen brokparasitsteklar. Inga underarter finns listade i Catalogue of Life.